# Meng Po
Meng Po is in het  Taoïsme en de traditionele Chinese godsdienst de godin van het geheugenverlies tijdens de reïncarnatie. Ze werkt in haar huis, net binnen de uitgang van de diyu (de hel). Ze brouwt mengsels die gegeven worden aan zielen die klaarstaan om gereïncarneerd te worden, zodat ze hun vorig leven vergeten. Ook raken ze de spraak kwijt. Er gaan echter verhalen over zielen die miraculeus ontsnappen aan haar behandeling, waardoor ze als kind onmiddellijk na de geboorte kunnen praten.
De verjaardag van Meng Po wordt niet gevierd. Specifieke tempels die aan haar zijn gewijd zijn nauwelijks te vinden, want zij wordt zelden aanbeden.